# Trojdohoda

Státy Trojdohody (modrá) a Trojspolku (červená)

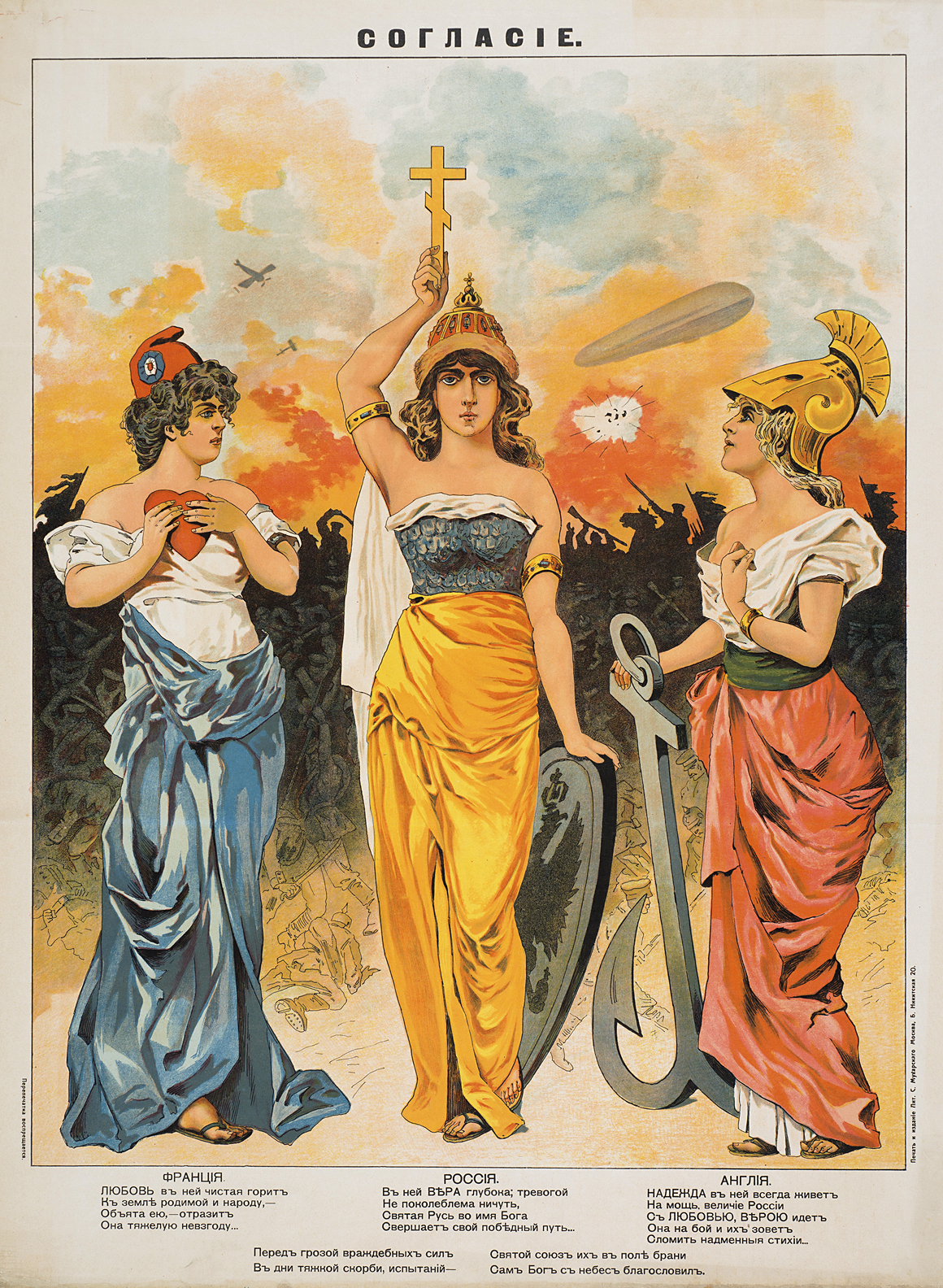
Ruský plakát znázorňující Trojdohodu

Jako Trojdohoda nebo Dohoda (řidčeji, hlavně ve starší literatuře Ententa z franc.) je označováno spojenectví Francie, Ruska a Velké Británie, které vznikalo v letech 1893 až 1907 především jako protiváha k expanzivním tendencím Trojspolku (Německo, Rakousko-Uhersko a Itálie). Oba tábory se pak střetly v první světové válce, po jejímž vypuknutí se k původní Trojdohodě přidávaly další státy – například Itálie, která tím přešla na opačnou stranu konfliktu. Trojdohoda se tak stala základem 25členné válečné koalice nazvané Dohoda.

## Vývoj spojenectví
Velmocenské vztahy v Evropě 2. poloviny 19. století byly ovlivněny porážkou Francie v prusko-francouzské válce (1870–1871) a Berlínským kongresem (1878), který balkánskou krizi řešil v neprospěch Ruska. Po vytvoření Trojspolku (1882) a sbližování Británie s Německem po odstoupení kancléře Bismarcka (1890) se Francie a Rusko ocitly v izolaci. V roce 1893 tak došlo ke sblížení obou zemí a uzavřením spojenecké smlouvy počátkem roku 1894 vznikla Dvojdohoda.
Britsko-německé sbližování skončilo diplomatickou podporou Viléma II. jihoafrickému Transvaalu, kořisti britského imperialismu v búrské válce (1899–1902). Zásadní rozkol pak vyvolal německý program námořního zbrojení, který ohrožoval britskou politiku námořní převahy.
Tradiční spory mezi Británií a Francií, eskalující ještě ve fašodské krizi na horním Nilu (1898), se podařilo vyřešit vymezením sfér vlivu a bylo završeno 8. dubna 1904 spojeneckou smlouvou, nazývanou „Srdečná dohoda“. Smlouvou byla definitivně ukončena britská politika tzv. Skvělé izolace.
Podobně se podařilo Británii a Rusku vyřešit konflikt ve Střední Asii (Afghánistán) a v úžinách Bospor a Dardanely. Smlouvou ze 31. srpna 1907 mezi Ruskem a Británií byl spojenecký blok v podstatě dotvořen.

## Další „dohody“
Kromě Trojdohody se slovo Dohoda používá v těchto souvisejících pojmech:
- Dvojdohoda – spojenectví Francie a Ruska z roku 1894
- Srdečná dohoda – britsko-francouzské spojenectví z roku 1904
- státy Dohody – koalice proti Ústředním mocnostem během první světové války
- Malá dohoda – původně maďarské posměšné označení spojenectví Československa, Rumunska a Jugoslávie (1921), které mělo chránit menší státy proti maďarskému revanšismu[2]